# Antiplanes
Antiplanes é um gênero de gastrópodes pertencente a família Pseudomelatomidae.

## Espécies
- Antiplanes abarbarea Dall, 1919[2]
- Antiplanes abyssalis Kantor & Sysoev, 1991[3]
- Antiplanes amphitrite Dall, 1919
- Antiplanes antigone (Dall, 1919)[4]
- Antiplanes briseis Dall, 1919[5]
- Antiplanes bulimoides Dall, 1919[6]
- Antiplanes catalinae (Raymond, 1904)[7]
- Antiplanes dendritoplicata Kantor & Sysoev, 1991[8]
- Antiplanes diomedea Bartsch, 1944[9]
- Antiplanes habei Kantor & Sysoev, 1991[10]
- Antiplanes isaotakii (Habe, 1958)[11]
- Antiplanes kurilensis Kantor & Sysoev, 1991[12]
- Antiplanes litus Dall, 1919[13]
- Antiplanes motojimai (Habe, 1958)[14]
- Antiplanes obesus Ozaki, 1958
- Antiplanes obliquiplicata Kantor & Sysoev, 1991[15]
- Antiplanes profundicola Bartsch, 1944[16]
- Antiplanes sanctiioannis (Smith E. A., 1875)[17]
- Antiplanes spirinae Kantor & Sysoev, 1991[18]
- Antiplanes thalaea (Dall, 1902)[19]
- Antiplanes vinosa (Dall, 1874)[20]
- †Antiplanes voyi (Gabb, 1866)
- Antiplanes yukiae (Shikama, 1962)

Espécies trazidas para a sinonímia
- Antiplanes agamedea Dall, 1919: sinônimo de Spirotropis agamedea (Dall, 1919)
- Antiplanes amycus Dall, 1919: sinônimo de Leucosyrinx kantori McLean, 1995
- Antiplanes beringi (Aurivillius, 1885): sinônimo de Antiplanes sanctiioannis (Smith E. A., 1875)
- Antiplanes catalinae contraria Yokoyama, 1926: sinônimo de Antiplanes vinosa (Dall, 1874)
- Antiplanes contraria (Yokoyama, 1926): sinônimo de Antiplanes vinosa (Dall, 1874)
- Antiplanes delicatus Okutani & Iwahori, 1992: sinônimo de Rectiplanes delicatus (Okutani & Iwahori, 1992)
- Antiplanes diaulax (Dall, 1908):[21] sinônimo de Rhodopetoma diaulax (Dall, 1908)
- Antiplanes diomedia [sic]: sinônimo de Antiplanes diomedea Bartsch, 1944
- Antiplanes gabbi Kantor & Sysoev, 1991: sinônimo de Antiplanes catalinae (Raymond, 1904)
- Antiplanes hyperia Dall, 1919: sinônimo de Pseudotaranis hyperia (Dall, 1919)
- Antiplanes kamchatica Dall, 1919: sinônimo de Antiplanes vinosa (Dall, 1874)
- Antiplanes kawamurai (Habe, 1958): sinônimo de Antiplanes obesus Ozaki, 1958
- Antiplanes major Bartsch, 1944: sinônimo de Antiplanes catalinae (Raymond, 1904)
- Antiplanes perversus (Gabb, 1865): sinônimo de Antiplanes catalinae (Raymond, 1904)
- Antiplanes piona Dall, 1902: sinônimo de Antiplanes sanctiioannis (Smith, 1875)
- Antiplanes rotula Dall, 1921: sinônimo de Antiplanes thalaea (Dall, 1902)
- Antiplanes sadoensis Yokoyama, 1926: sinônimo de Antiplanes sanctiioannis (Smith, 1875)
- Antiplanes santarosana (Dall, 1902): sinônimo de Antiplanes thalaea (Dall, 1902)
- Antiplanes voyi sensu Abbott, 1974: sinônimo de Antiplanes catalinae (Raymond, 1904)
- Antiplanes willetti Berry, 1953: sinônimo de Antiplanes thalaea (Dall, 1902)
- Antiplanes yessoensis Dall, 1925: sinônimo de Antiplanes sanctiioannis (Smith E. A., 1875)